# 小行星4677
小行星4677（英語：4677 Hiroshi）是一颗围绕太阳公转的小行星。1990年9月26日，高橋篤志、渡邊和郎在北见发现了此天体。
这颗小行星的绝对星等为55.21404等。